# بنای یادبود کارل مارکس، مسکو
بنای یادبود کارل مارکس (روسی: Памятник Карлу Марксу) در مسکو، بنایی است که در سال ۱۹۶۱ توسط مجسمه‌ساز شوروی، لف کربل، تکمیل شد. این بنا در نزدیکی تئاتر بولشوی در میدان تئاتر واقع شده است.
این بنای یادبود، با وزن ۱۶۰ تن، از یک بلوک یکپارچه گرانیت خاکستری ساخته شده است که در نزدیکی دنیپروپتروسک (اکنون دنیپرو، اوکراین) در معدن کوداشفسکی استخراج شده است. مارکس به عنوان سخنران ایستاده بر روی تریبون به تصویر کشیده شده است، گویی که برای مردم زحمتکش سخنرانی می‌کند. این بنای یادبود با شعار اتحاد جماهیر شوروی " پرولتاریای همه کشورها، متحد شوید! " در جلو تزئین شده است. ترکیب مجسمه‌سازی با دو ستون گرانیتی در دو طرف بنای یادبود تکمیل می‌شود. یکی از آنها با سخنان فریدریش انگلس، که در مراسم تشییع جنازه مارکس گفت، حک شده است: "نام و کردار او قرن‌ها زنده خواهد ماند"؛ در دیگری - عبارت لنین "آموزه‌های مارکس قادر مطلق است زیرا حقیقت دارد."

## تاریخچه
در آغاز سال ۱۹۵۷، یک مسابقه آزاد سراسری جدید برای بهترین پروژه بنای یادبود مارکس برگزار شد؛ برنده آن یک تیم خلاق به رهبری مجسمه‌ساز لِو کِربل و معماران روبن بگونتس، نیکولای کووالچوک، وادیم ماکارویچ و ولادیمیر مورگولیس بود. طرح پیشنهادی این گروه با استقبال گسترده‌ای از سوی کمیته مرکزی حزب کمونیست مواجه شد و به‌عنوان نمادی از اندیشه‌های مارکس و میراث انقلابی او در قلب مسکو انتخاب گردید. مراحل ساخت بنا چندین سال به طول انجامید و با دقت بالا در جزئیات هنری و معماری همراه بود.
در اکتبر ۱۹۶۱، نیکیتا خروشچف این بنای یادبود را افتتاح کرد. مراسم افتتاح با حضور مقامات بلندپایه حزب کمونیست، هنرمندان برجسته، و نمایندگان کشورهای سوسیالیستی برگزار شد و به‌عنوان یکی از نمادهای برجسته تجلیل از میراث مارکس در دوران اتحاد جماهیر شوروی شناخته شد. خروشچف در سخنرانی خود، بر اهمیت اندیشه‌های مارکس در شکل‌گیری نظام سوسیالیستی تأکید کرد و این بنا را نمادی از وفاداری به اصول مارکسیسم دانست. پس از افتتاح، بنای یادبود به یکی از نقاط مهم فرهنگی و سیاسی مسکو تبدیل شد و در مراسم‌های رسمی و سالگردهای ایدئولوژیک مورد توجه قرار گرفت.
این بنای تاریخی در سال ۱۹۷۴ توسط دولت جمهوری فدراتیو سوسیالیستی روسیه شوروی به عنوان یک اثر با اهمیت فرهنگی، وضعیت حفاظت‌شده دریافت کرد و از سال ۲۰۱۶ با سطح حفاظت فدرال در فهرست میراث فرهنگی روسیه قرار گرفته است. این تغییر وضعیت، امکان تخصیص بودجه دولتی برای مرمت و نگهداری بنا را فراهم کرد و موجب شد نظارت‌های تخصصی‌تری از سوی وزارت فرهنگ روسیه بر آن اعمال شود. همچنین، هرگونه تغییر در ساختار یا محیط اطراف بنا نیازمند تأیید رسمی نهادهای میراث فرهنگی است.

## در فرهنگ عامه
در تیتراژ آغازین فیلم اکشن داغ سرخ محصول ۱۹۸۸، این بنای یادبود در زمستان نشان داده می‌شود، در حالی که برف جلوی پایه‌های آن را پوشانده است.
فاینا رانوسکایا، بازیگر اتحاد جماهیر شوروی، به‌طور قابل توجهی این بنای یادبود را به عنوان «یخچالی با ریش» توصیف کرد. این اظهار نظر طنزآمیز، بازتابی از نگاه انتقادی برخی هنرمندان به سبک واقع‌گرایانه و عظمت اغراق‌آمیز مجسمه بود.